# István Nyers
István Nyers [ˈiʃtvaːn ɲɛrʃ] (* 25. Mai 1924 in Merlebach, heute Freyming-Merlebach, Département Moselle, Frankreich; † 9. März 2005 in Subotica, Vojvodina, Serbien) war ein ungarischer Fußballspieler. Er bestritt zwei Länderspiele für die ungarische Fußballnationalmannschaft.

## Laufbahn
Nyers wurde in Frankreich als Sohn einer ungarischen Einwandererfamilie geboren. Den Höhepunkt seiner Karriere erreichte er in den 1940er und 1950er Jahren.
Nachdem er bei Újpest Budapest in der ersten ungarischen Liga zum Stammspieler avanciert war und 1945 und 1946 die ungarische Meisterschaft gewonnen hatte, wechselte er 1946 über Viktoria Žižkov (Tschechoslowakei) zum französischen Erstligisten Stade Français Paris.
Nach zwei Jahren in Paris warb ihn der italienische Erstligist Inter Mailand ab. Hier entwickelte er sich zu einem der stärksten Stürmer in der Geschichte der Serie A. Gleich in seiner ersten Saison wurde er mit 26 Treffern Torschützenkönig der Liga. In 182 Spielen für Inter gelangen ihm 133 Tore. Zweimal, 1952/53 und 1953/54, wurde er mit Inter unter Trainer Alfredo Foni italienischer Meister. 
Nach dem Gewinn der zweiten Meisterschaft verließ Nyers Mailand und wechselte über Servette Genf zum AS Rom. Dort blieb er zwei Jahre und ließ dann seine Karriere bei unterklassigen italienischen Vereinen ausklingen.
Nyers lebte noch mehrere Jahre in Mailand und siedelte dann nach Subotica um, wo er am 9. März 2005 im Alter von 80 Jahren verstarb. Sein Bruder Ferenc Nyers war ebenfalls Fußballspieler und lief unter anderem für Lazio Rom auf.

## Erfolge
- Ungarischer Meister: 1945/46
- Italienischer Meister: 1952/53, 1953/54
- Spanischer Pokalsieger: 1957